# Großhesselohe Isartalbahnhof
Großhesselohe Isartalbahnhof – stacja kolejowa w Pullach im Isartal, w kraju związkowym Bawaria, w Niemczech. Znajduje się na linii Isartalbahn i obsługuje pociągi S-Bahn w Monachium. Według DB Station&Service ma kategorię 5.

## Położenie
Stacja znajduje się na Kreuzeckstraße 23-25 w dzielnicy Großhesselohe w gminie Pullach im Isartal około 100 metrów na wschód od granicy z dzielnicy Solln miasta Monachium. Około 500 metrów na północ od stacji biegnie linia kolejowa Monachium-Holzkirchen.

## Linie kolejowe
- Linia Isartalbahn

## Połączenia
| Linia | Trasa | Takt                                   |
| ----- | --- | -------------------------------------- |
| S7    | Wolfratshausen – Icking – Ebenhausen-Schäftlarn – Hohenschäftlarn – Baierbrunn – Buchenhain – Höllriegelskreuth – Pullach – Großhesselohe Isartalbahnhof – Solln – Siemenswerke – Mittersendling – Harras – Heimeranplatz – Donnersbergerbrücke – Hackerbrücke – Hauptbahnhof – Karlsplatz (Stachus) – Marienplatz – Isartor – Rosenheimer Platz – Ostbahnhof – St.-Martin-Straße – Giesing – Perlach – Neuperlach Süd – Neubiberg – Ottobrunn – Hohenbrunn – Wächterhof – Höhenkirchen-Siegertsbrunn – Dürrnhaar – Aying – Peiß – Großhelfendorf – Kreuzstraße | 20 min                                 |
| S20   | Pasing – Heimeranplatz – Mittersendling – Siemenswerke – Solln – Großhesselohe Isartalbahnhof – Pullach – Höllriegelskreuth | Pojedyncze pociągi w godzinach szczytu |